# Encefalopatia wątrobowa
Encefalopatia wątrobowa – zespół neurologiczny polegający na zaburzeniu funkcjonowania centralnego układu nerwowego na skutek działania toksyn pojawiających się w układzie w związku z uszkodzeniem wątroby przez niektóre leki, substancje toksyczne, ostre zakażenia podczas innych chorób wątroby, krwotoki do przewodu pokarmowego, wirusy (wirusowe zapalenie wątroby) lub alkohol.

## Patogeneza
Jedną z najczęstszych przyczyn encefalopatii wątrobowej jest zaburzenie funkcjonowania wątroby w przebiegu marskości. Na skutek zaburzonej detoksykacji w organizmie powstaje wiele substancji, mających szkodliwy wpływ na czynność układu nerwowego. Należą do nich m.in.:
- neurotoksyny:
  - amoniak (w większości jako produkt metabolizmu flory jelitowej)[1]
  - mangan[1][2]
  - merkaptany[1]
  - kwasy tłuszczowe[3]
  - fenole[3]
- fałszywe neuroprzekaźniki:
  - β-fenyloetanoloamina[4]
  - oktopamina[4]

Dochodzi również do zwiększenia gęstości receptorów dla kwasu γ-aminomasłowego i nadmiernej stymulacji układu GABA-ergicznego.

## Postacie
Encefalopatię wątrobową można podzielić na:
1. Utajoną (60–70% chorych) – dyskretne objawy neuropsychiczne, zauważalne dopiero w specjalnych badaniach psychometrycznych (patrz niżej).
2. Jawną:
  - ostra encefalopatia wątrobowa: gwałtowne objawy, najczęściej związane z jakimś czynnikiem wyzwalającym:
    - krwawienie z przewodu pokarmowego
    - przedawkowanie diuretyków
    - zakażenie

  - przewlekła encefalopatia wątrobowa

## Objawy
- zaburzenia cyklu snu i czuwania
- zaburzenia uczenia się, zapamiętywania, koncentracji
- zaburzenia orientacji przestrzennej
- zaburzenia nastroju – apatia, nadpobudliwość
- asterixis (grubofaliste drżenie rąk)
- cuchnięcie wątrobowe
- zmiany w zapisie EEG – początkowo zwolnienie czynności podstawowej, następnie ogniskowe lub uogólnione fale wolne, fale trójfazowe, wyładowania napadowe iglic lub fal wolnych
- zwiększone stężenie amoniaku we krwi
- w ostatnim etapie śpiączka wątrobowa, głębokie zaburzenia metaboliczne (kwasica metaboliczna)

### Stopnie kliniczne encefalopatii wątrobowej
| Stopień | Świadomość                         | Intelekt                                                                             | Zachowanie                                     | Zaburzenia neurologiczne                                                             |
| ------- | ---------------------------------- | ------------------------------------------------------------------------------------ | ---------------------------------------------- | ------------------------------------------------------------------------------------ |
| 0       | bez zmian                          | prawidłowe                                                                           | prawidłowa                                     | bez zmian                                                                            |
| 1       | zaburzenia rytmu snu i czuwania    | zaburzenia koncentracji, trudności w wykonywaniu działań arytmetycznych, zapominanie | euforia, słowotok, drażliwość                  | ataksja, zaburzenia pisma                                                            |
| 2       | dezorientacja, przymglenie, letarg | zaburzenia pamięci, niezorientowanie co do czasu                                     | zaburzenia osobowości, nieadekwatne zachowania | asterixis, dyzartria, osłabione odruchy ścięgniste                                   |
| 3       | senność, splątanie, półstupor      | otępienie                                                                            | lęk, urojenia, gniew                           | wygórowane odruchy ścięgniste, odruchy patologiczne, oczopląs, objawy pozapiramidowe |
| 4       | śpiączka                           | brak                                                                                 | niemożliwe do oceny                            | sztywność odmóżdżeniowa, szerokie źrenice bez reakcji na światło                     |

Rozpoznanie klinicznie niejawnej encefalopatii wątrobowej (stopień 1–2) jest możliwe na podstawie stwierdzenia zaburzeń w badaniach psychometrycznych, do których należą m.in.:
- test łączenia punktów
- test labiryntu
- test gwiazdy

## Leczenie

### Ostra encefalopatia wątrobowa
- dieta "0" przez 24–48 h, potem dieta ubogobiałkowa (zawartość białka w pokarmie nie może przekraczać 0,5 g/kg masy ciała). W bardzo ciężkich przypadkach niezbędne jest żywienie dojelitowe
- środki przeczyszczające – laktuloza, początkowo 45 ml doustnie powtarzane co godzinę aż do uzyskania wypróżnienia. Potem 15–45 ml w dawkach podzielonych (lub inna dawka, umożliwiająca uzyskanie wypróżnień na poziomie 2–3 luźnych stolców na dobę). W bardzo ciężkich przypadkach – mechaniczne oczyszczenie jelita.
- neomycyna – w dawce 3–6 g/dobę w dawkach podzielonych przez 1–2 tygodnie (wyjałowienie jelita), ryfaksymina[5]
- jeżeli zachodzi prawdopodobieństwo spożycia przez chorego nadmiernych ilości benzodiazepin – flumazenil w dawce 1 mg dożylnie
- asparaginian ornityny – przy zwiększonym stężeniu amoniaku we krwi

### Przewlekła encefalopatia wątrobowa
- ograniczenie spożycia produktów zawierających białko
- laktuloza – 15–45 ml na dobę w dawkach podzielonych
- przy braku efektów leczenia przewlekłe stosowanie antybiotyków – neomycyna 1–2 g/dobę, metronidazol 250 mg dwa razy na dobę, ryfaksymina[6]
- asparaginian ornityny doustnie (do 6 g/dobę)

Najbardziej skuteczną metodą w leczeniu przewlekłej encefalopatii wątrobowej jest przeszczepienie wątroby.

## Klasyfikacja ICD10
| kod ICD10     | nazwa choroby                                        |
| ------------- | ---------------------------------------------------- |
| ICD-10: K72   | Niewydolność wątroby niesklasyfikowana gdzie indziej |
| ICD-10: K72.0 | Ostra i podostra niewydolność wątroby                |
| ICD-10: K72.1 | Przewlekła niewydolność wątroby                      |
| ICD-10: K72.9 | Niewydolność wątroby nieokreślona                    |